# Соминский, Зиновий Самойлович
Зиновий Самойлович Соминский (5 февраля 1917, Петроград, Российская Империя — 10 сентября 1995) — советский архитектор.

## Биография
Зиновий Самойлович Соминский родился 5 февраля 1917 года в Петрограде, в еврейской семье. Окончил Московский институт инженеров коммунального строительства (1941). В 1941—1945 — на фронте, лейтенант, ст.лейтенант, капитан, командир роты батальонных 82 мм минометов. Награждён двумя орденами Красной Звезды, орденом Отечественной войны II степени, медалью За победу над Германией.
С 1946 года, после демобилизации, работал в Военпроекте Прибалтийского военного округа архитектором, затем старшим архитектором, потом руководителем группы. Потом несколько лет проработал в 5-м проектном институте Министерства строительства РСФСР, был там начальником архитектурно-строительного отдела. Перейдя на работу в Моспроект-2, был заместителем руководителя мастерской № 2, а в 1963 году стал заместителем руководителя мастерской № 16.
Член КПСС с 1944 года. Член Союза архитекторов СССР с 1950 года.

## Основные работы
- Конкурс на проект санатория для южных районов России — 1-я премия (1963)
- Конкурс на проект строительной выставки в Москве — 2-я премия (1964)
- Горнолыжный курорт «Домбай»[3] (1964)
- Концертный зал гостиницы «Россия» в Москве[2] (1968)
- Конкурс на проект монумента первого искусственного спутника Земли (1968)
- Дом Совета Министров РСФСР (Белый дом) в Москве[2] (1978)
- Конкурс на проект морского вокзала в Ленинграде — 3-я премия (1973)
- Жилые комплексы в Барнауле, Нижнем Новгороде, Омске, Баку[2]

## Награды
- орден Отечественной войны I степени (1992)[4]
- два ордена Отечественной войны II степени (1944, 1985)[5]
- два ордена Красной Звезды (1944, 1945)[5]
- медаль «За победу над Германией в Великой Отечественной войне 1941—1945 гг.»[5]